# Parz (Gemeinde St. Agatha)
Parz ist eine Ortschaft der oberösterreichischen Gemeinde St. Agatha im Bezirk Grieskirchen.

## Geografie
Die Streusiedlung liegt etwa eineinhalb Kilometer nordöstlich des Ortszentrums von St. Agatha auf einer Höhe von 601 m ü. A. Naturräumlich befindet sich Parz im südöstlichen Bereich des Sauwaldes und liegt nahe dem Freyentalerbach, der ungefähr 300 Meter südöstlich der Ortschaft entspringt und ein rechter Zufluss der Donau ist. Parz hat 24 Einwohner (Stand 1. Jänner 2024).

## Geschichte
Das früheste Schriftzeugnis ist von 1230 und lautet „ze Portze“. Der Name gehört zu den in OÖ und NÖ häufigen Parz-Toponymen und geht auf ostmittelbairisch porze (mager bewachsener Hügel) zurück.

## Stefan-Fadinger-Museum

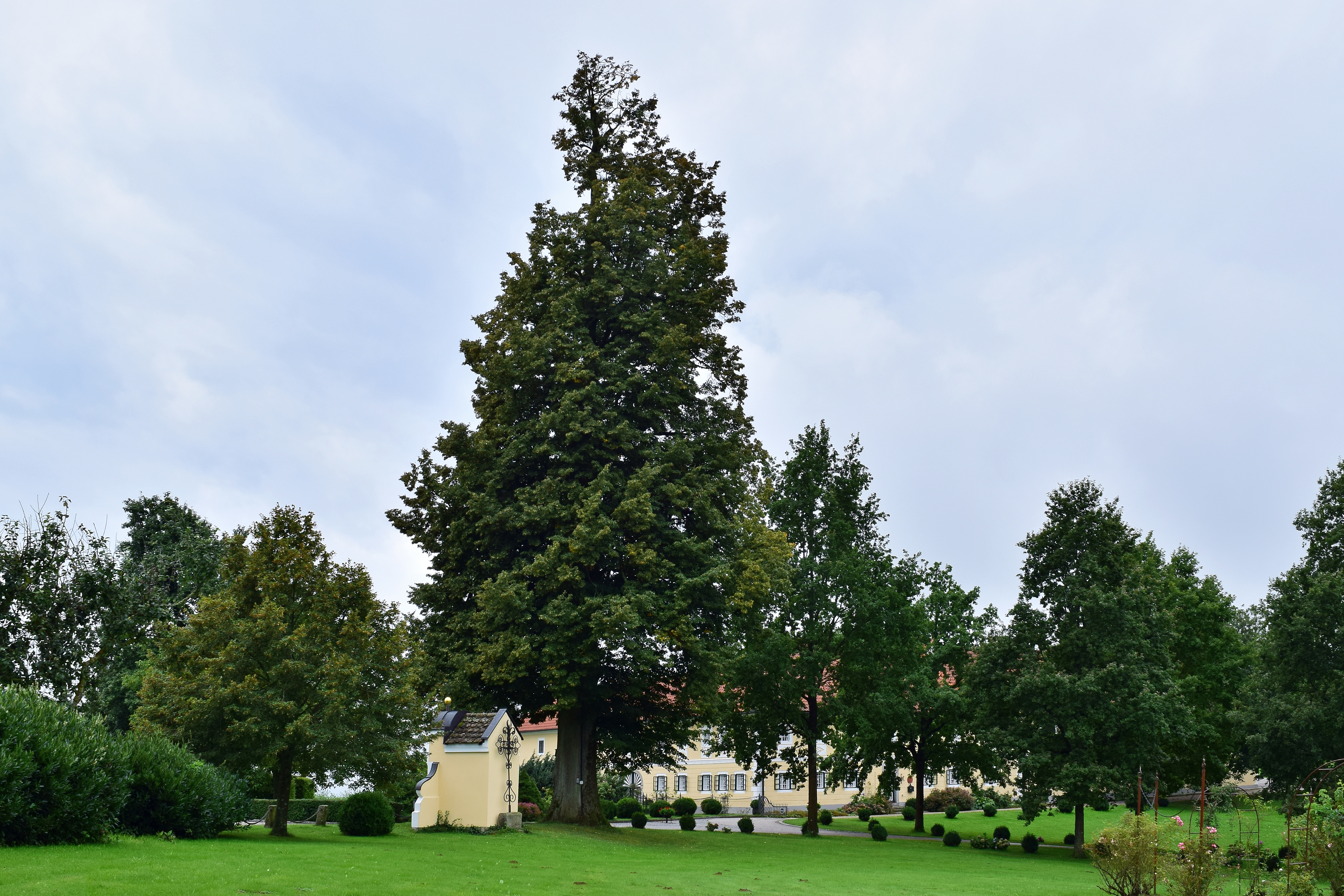
Die Fadinger-Linde mit dem
Museumsgebäude im Hintergrund

Etwa einen halben Kilometer südöstlich der Ortsmitte von Parz liegt der Stefan-Fadinger-Hof, der die postalische Anschrift Parz 5 hat und somit ein Bestandteil des Ortsteils ist. In diesem Hof ist seit dem Jahr 2009 das Stefan-Fadinger-Museum untergebracht, mit dem des Bauernanführers Stefan Fadinger gedacht wird. Er war die bekannteste Persönlichkeit der aufständischen Bauern im Oberösterreichischen Bauernkrieg von 1626 und starb an Verletzungen, die er bei der vergeblichen Belagerung von Linz erlitten hatte. Sein nicht mehr erhaltener Bauernhof befand sich allerdings nicht am Standort des Museums, sondern etwa 300 Meter unterhalb dieses Platzes.